# 川辺トンネル
川辺トンネル（かわべトンネル）は、福島県石川郡玉川村にある道路トンネルである。

## 概要
- 全長：353.5m
- 幅員：14.0（19.2）m
- 有効高：4.7m
- 工法：2連式場所打ちボックスカルバート
- 施工：庄司・水谷・西牧特定建設工事共同企業体

玉川村川辺に位置し、福島県道42号矢吹小野線あぶくま高原道路を通す。玉川インターチェンジ～福島空港インターチェンジ間に位置し、当路線最西のトンネルである。1996年9月25日に地方道改築事業として起工され、2002年（平成14年）9月18日に部分開通に伴い供用が開始された。総工費は13億2300万円。ボックスカルバート設置後に盛土がされた開削工法のトンネルであり、トンネル上の土地には玉川村運動公園が建設された。 あぶくま高原道路内のトンネルでは、唯一の片側2車線（下り線のみ）である。